# Notharctinae
Notharctinae es una subfamilia extinta de primates que eran comunes en América del Norte durante los primeros años y la mitad del Eoceno (hace 55-34 millones de años). Los seis géneros que componen el grupo (Cantius, Pelycodus,  Copelemur, Hesperolemur, Notharctus y  Smilodectes) contienen especies que se encuentran entre los más primitivos del grupo de los adapiformes, que es uno de los grupos más primitivos de primates. La historia evolutiva de esta subfamilia ha sido relativamente bien documentado y ha sido utilizada para apoyar el gradualismo evolutivo. Aunque en general se acepta que adapiformes dio origen a los lémures y loris actuales, no se sabe actualmente con qué rama de Adapiformes están más estrechamente relacionados. Los notarctinos se extinguieron en el Eoceno medio, muy probablemente debido a una combinación de factores, como el cambio climático y la competencia con otros primates de Norteamérica.

## Diversidad taxonómica
Notharctinae es una de las dos subfamilias, junto con Cercamoniinae, del Notharctidae familia, que es un miembro del infraorden Adapiformes junto con Adapidae y Sivaladapidae. En comparación con otras subfamilias, los notarctinos no eran muy diversos, con sólo dos o tres especies que ocurren de forma sincrónica. Sin embargo, los notarctinos son algunas de las especies más comunes que se encuentran en los depósitos del Eoceno temprano y medio. Cada género tiene entre 1 (Hesperolemur) y 11 (Cantius) especies para un total de 25 especies que componen la subfamilia. Los rangos de tamaño del cuerpo de 1100 gramos en las primeras especies de Cantius a 6900 gramos en el más tardío Notharctus con una tendencia general de aumento de tamaño del cuerpo.
En general, cada género se limitaba a una región geográfica pequeña. Cantius se ha encontrado en el norte de Wyoming en el Eoceno temprano, mientras que los otros dos géneros del Eoceno temprano, Pelycodus y Copelemur, ocuparon hábitats más meridionales (Nuevo México). Los taxones del Eoceno Medio, Notharctus y Smilodectes, se encontraron de nuevo en Wyoming, mientras que Hesperolemur sólo se conoce en el sur de California. Este movimiento hacia el norte puede estar asociada con el calentamiento climático entre principios y mediados del Eoceno.

## Morfología
En general, los notarctinos retenían una morfología muy primitiva para un primate. Tienen hocicos largos anchos, una fórmula dental de 2.1.4.3, una hueso lagrimal dentro de la órbita, y, a excepción de Notharctus, una mandíbula sin fusionar. Todos tienen órbitas pequeñas que indican un estilo de vida diurno y existen algunas pruebas de la reducción del sentido del olor a favor del sentido de la vista. Una de las características de diagnóstico de esta subfamilia es que las especies más tardías adquirieron un hipocono, o una cúspide extra en la parte superior de los molares, del postprotocíngulo, en lugar del  cíngulo lingual (un estante en el margen del diente en el lado de la lengua) como en los cercamoninos. Muchas especies posteriores muestran una adaptación cada vez mayor a la folivoria, incluyendo el aumeno del tamaño del cuerpo, la pérdida de los paracónidos, y la fusión de la mandíbula. Hesperolemur es único entre los notarctinos en cuanto el anillo timpánico estaba parcialmente fusinado a la bulla auditiva.
Los restos postcraneales de Notharctus se han relacionado con una locomoción similar a la de los lémures actuales. También hay evidencia de dimorfismo sexual en los caninos en Notharctus lo que puede indicar la presencia de grupos sociales.

## Historia evolutiva
Los primeros adapiformes ampliamente aceptados fueron los cercamoninos europeos del género Donrussellia, a pesar de que los recientes descubrimientos de nuevas especies pueden pronto demostrar lo contrario. Donrussellia está estrechamente relacionado con las anteriores y más primitivas especies europeas de notarctinos de Cantius. Después de sobrevivir a la travesía del Atlántico, las especies más avanzadas de Cantius poco a poco se hicieron más grandes y desarrolladas con grandes mesóstilos e hipoconos, que van junto con el cambio de una dieta frugívora a una folívora.
Algunos han sugerido que hubo dos inmigraciones independiente de Cantius, que dio lugar a las más grandes Pelycodus y que dio lugar a los linajes más pequeños de Copelemur, Smilodectes y Notharctus. Otros han sugerido que un único linaje de Cantius se dividió, con una rama que conduce a Copelemur, otra a Pelycodus, y una adquiriendo gradualmente una mandíbula fusinada, una de las pocas características de diagnóstico entre Cantius y Notharctus. Smilodectes ya sea derivado de la estirpe de Notharctus o del más meridional linaje de Copelemur. Hesperolemur, uno de los taxones del Eoceno medio, ha sido descrito recientemente y en la actualidad se cree que es una especie inmigrante.
Aunque algunos científicos creen que los miembros de la radiación adapiform dio lugar a los simios, debido a la larga lista de similitudes dentales y craneales, incluyendo una mandíbula fusionada, pérdida de paracónidos y caninos grandes, dimorfismo sexual, normalmente los europeos son cercamoniines la subfamilia específica citada. Es más ampliamente aceptada que adapiformes están estrechamente relacionados con los lémures modernos y los loris, aunque hay mucha especulación en cuanto a los taxones que están más estrechamente relacionados entre sí.